# Шаймерденова, Мендыганым Джамалбековна
Мендыганым Джамалбековна Шаймерденова (род. 1957, ст. Кок-Тобе Чуйского района Джамбульской области КазССР) — казахстанский историк, академик Международной академии информатизации (МАИН), член Казахстанской ассоциации выпускников российских (советских) вузов, член Ассамблеи народа Казахстана г. Алматы, член Научно-экспертной группы Ассамблеи народа Казахстана г. Алматы Научно-исследовательские интересы — история Казахстана, историческое источниковедение, историография, история и деятельность профсоюзов, традиции и обычаи казахского народа, проблемы репрессий и депортаций.

## Биография
Родилась в семье Жамалбека Шаймерденов (1928—1998), казахстанского государственного деятеля, и Алипы Шаймерденова (1928—2000), учителя казахского языка в средней школе.

### Образование
- 1965—1975 — училась в средней школе № 20 имени Г. С. Титова, г. Чимкент (ныне Шымкент)[1].
- 1975—1980 — Казахский государственный университет им. С. М. Кирова (ныне — Казахский национальный университет имени аль-Фараби, г. Алматы), специальность «История» (далее — КазГУ им. С. М. Кирова).[3]
- 1982—1983 — Московский государственный историко-архивный институт (МГИАИ), специальность «Архивист, археограф архивного дела». (РФ, г. Москва)[1].
- 1986—1988 — стажер-исследователь КазГУ им. С. М. Кирова, кафедра истории СССР исторического факультета.[3]
- 1989—1991 — аспирантура КазГУ им. С. М. Кирова, кафедра истории СССР, специальность «История СССР», «История Казахстана».[3] В 1991 году защитила кандидатскую диссертацию на тему «Деятельность профсоюзов пищевой промышленности Казахстана по подъёму производства и социальному развитию трудовых коллективов в 70-е годы» по специальности «История Казахстана» в Бишкекском государственном Университете им. 50-летия СССР (ныне — Киргизский национальный университет имени Жусупа Баласагуна, Кыргызская Республика, Бишкек).
- 1995 — решением ВАК при Кабинете Министров РК присвоено ученое звание «доцент» по специальности «история» (г. Алматы).[3]
- 2002—2004 — Евразийский гуманитарный институт (ЕАГИ), специальность «Финансы и кредит», квалификация — экономист (г. Астана)[4].
- 2011 — решением учёного совета КМИ «Парасат» присвоено ученое звание «Профессор института» по специальности «Отечественная история — История Республики Казахстан».
- С 2018 — академик Международной академии информатизации (МАИН)
- В 2020 году приказом председателя ККСОН МОН РК присвоено ученое звание «Профессор истории» (г. Алматы)

### Преподавательская деятельность
- 1981—1982 — архивист ЦГА НТД РК
- 1982—1984 — археограф отдела публикации ЦГА РК[1][4].
- 1984—1986 — преподаватель электротехникума связи Министерства связи РК.[3]
- 1986—1988 — стажер-исследователь кафедры истории СССР исторического факультета КазГУ им. С. М. Кирова.[3]
- 1988—1991 — аспирант кафедры истории СССР КазГУ им. С. М. Кирова.[3]
- 1991—1993 — преподаватель, старший преподаватель кафедры истории Казахстана АГУ им. Абая (ныне Казахский национальный педагогический университет им. Абая).[3]
- С 1993 по настоящее время — автор и соавтор учебников по истории Казахстана[5][6].
- 1993—1998 — старший преподаватель, доцент кафедры социально-политических дисциплин Военного института Пограничной службы КНБ РК[1][7]
- 1998—2002 — начальник отдела адъюнктуры ВИ ПС КНБ РК. Руководитель группы военных ученых по подготовке и открытию первого в Казахстане Специализированного Совета по военным наукам[4]. По результатам работы награждена благодарностью Председателя КНБ РК.[7]
- 2002—2012 — эксперт, главный эксперт рынка зерна Департамента ВЭД АО "НК «Продовольственная Контрактная Корпорация» (г. Астана)[4].
- 2002—2013 — по совместительству — профессор социально-гуманитарного факультета КМИ «Парасат».[3]
- 2013—2014 — доцент кафедры «История и культура Казахстана» Института магистратуры и докторантуры PhD КазНПУ им. Абая.[3]
- 2013—2016 — по совместительству — представитель образовательных программ Латвии в Казахстане от Рижской бизнес-школы при Рижском техническом университете (Латвия, г. Рига)[4].
- С 2013 по настоящее время — профессор Казахской национальной академии искусств имени Т. К. Жургенова[1][4].

### Общественная деятельность
- С 2010 — член Казахстанской ассоциации выпускников российских (советских) вузов[4].
- С 2016 — член Казахстанского общества преподавателей русского языка и литературы (КАЗПРЯЛ).
- С 2015 — член Совета матерей Ассамблеи народа Казахстана г. Алматы, эксперт по делам молодежи при Службе обеспечения деятельности Республиканского Дома Дружбы г. Алматы[4].
- С 2017 — член информационно-разъяснительной группы в городе Алматы при «Центре изучения и анализа» Управления по делам религий (По профилактике религиозного экстремизма и терроризма)[4].
- С 2017 — член Ассамблеи народа Казахстана г. Алматы.
- С 2018 — член Научно-экспертной группы Ассамблеи народа Казахстана г. Алматы.
- Является участником проектов:

- «100 новых лиц Казахстана» (2017 г.),
- «Через сказки к истории и культуре народов» (2018 г.)
- «Cultural Indentification. The Problem of Art Studies» (Венгрия, с 2016 года.),
- «Центр социально-экономических исследований „Интеллект-эксперт“: организация комплексных мероприятий по реализации задач Третьей модернизации Казахстана и модернизации общественного сознания» Алматы, Шымкент (2018 г.),
- проект МОН РК — «Встречи авторов учебников с практиками и работниками методкабинетов» (2018, 2020 гг.).

## Награды
- Государственная награда РК — медаль «Астана 20 лет» (2018)
- Государственная награда РК — медаль «Қазақстан халқы Ассамблеясына 25 жыл» (2020)
- Медаль АНК «Мeйірім» (2020)
- Медаль «Лучший педагог 2020 года» (2020)[10]
- Диплом I степени «Лучший кандидат наук 2020 года» (2020)
- Почётная грамота Председателя Правительства Республики Ингушетия (2019)[3]
- Благодарственное письмо Заместителя Председателя АНК (2017, 2019)[3]
- Благодарность Председателя КНБ РК (2012)

## Основные работы
Мендыганым Джамалбековна Шаймерденова является автором свыше 200 научных трудов, порядка 40 учебных и учебно-методических пособий, учебников, учебных программ по истории Казахстана для школ, вузов Республики Казахстан и Российской Федерации, большинство из них рекомендованы МОН РК и РФ, соавтор 3 монографий, обладатель патента (авторского свидетельства), под её редакцией издано 7 сборников научных трудов и материалов конференций. Является автором многочисленных научных статей, тезисов, докладов на казахском, русском, английском языках, опубликованных в Казахстане, России, Грузии, Великобритании, Венгрии, Украине.
- История Казахстана (с 1914 года до наших дней). Типовая программа для исторических факультетов вузов Республики Казахстан. Рекомендовано Министерством образования и науки Республики Казахстан (1993, 1994 в соавт.);[6]
- История Казахстана с древнейших времен до начала XX века. Учебное пособие, 1993;[9]
- История Казахстана. Учебно-методический комплекс, 1997;[11]
- История Казахстана с древнейших времен до середины XX века. Учебное пособие, 1999;[9]
- Учебное пособие. Наурыз «Улыстын улы кунi — Великий день народа», 2000, 2002;[9][12]
- «История Казахстана: география, история, культура». Учебник для дистанционного обучения студентов МГЛУ. Москва, 2009;[9]
- История Казахстана" — учебное пособие для студентов вузов (2012, 2015 гг.) рекомендованные учёными советами, кафедрами различных вузов;[9]
- «История Казахстана. Страна изучаемого языка: История, география и культура Казахстана». Москва, 2012, в соавт.;[9]
- «История Казахстана» учебник для 8, 9 классов средних школ на казахском, русском языках, рекомендованных МОН РК (2005, 2009, 2013, 2019 гг., в соавт.);[9]
- «История Казахстана» методическое руководство для учителей 8, 9 классов, рекомендованных МОН РК (2005, 2013, 2019 гг., в соавт);
- «Наурыз-мейрамы». Учебно-методическое пособие (2016, в соавт.);[9][12]
- «История Казахстана» — учебник для студентов вузов, рекомендованный Ученым советом КазНАИ им. Т. Жургенова (2018 г.);[9][13]

Шаймерденова М. Д. является соавтором коллективных монографий:
- "Cultural Indentification. The Problem of Art Studies. Szombathely (Венгрия, 2016—2020 гг.);[8]
- Қазақстан руханияты мен мәдени ескерткіштерінің энциклопедиясы. Алматы (2018 г.).

Является ответственным редактором сборников научных трудов:
- «Язык. Общество. Время», посвященной 90-летию государственного и общественного деятеля РК Ж. Ш. Шаймерденова. Шымкент: Əлем баспасы, 2018. — 432 с.
- Казахская национальная академия искусств имени Т. К. Жургенова. Книга-альбом. Алматы: Издательство КФ «Кокшетау», 2018. — 220 стр.
- Дети и книги в поликультурном мире: материалы I Международного конгресса / Отв.ред. М. Д. Шаймерденова. — Алматы: КазНАИ имени Т. К. Жургенова, 2019. — 218 с.
- Героическое прошлое: помним и чтим… Сборник творческих работа международного конкурса «Письмо в прошлое», посвященного 75-летию Победы в Великой Отечественной войне / Отв. ред. М. Д. Шаймерденова, Д. Б. Аманжолова. — Алматы, 2020. — С. 392.
- "Дети и книги в поликультурном мире: материалы II Международного конгресса / Отв.ред. М. Д. Шаймерденова. — Алматы: КазНАИ имени Т. К. Жургенова, 2020. — 200 с.